# Ключ 2
Ключ 2 (кит.: 丨; Юнікод: U+2F01) — ієрогліфічний ключ. Один із шести, що записується однією рискою.

## Назви
- кит.: 竪, shù, шу («вертикальний» ключ).
- кор. 뚫을곤부, ttureul gonbu, ттуриль гонбу (ключ «вертикальна палиця»)
- яп. ぼう、たてぼう, bō / tatebō, бо / татебо (ключ «вертикальна палиця»)

## Ієрогліфи
| Риски | Ієрогліфи      |
| 0     | 丨             |
| +1    | 丩             |
| +2    | 个 丫 丬       |
| +3    | 中 丮 丯 丰 书 |
| +4    | 丱             |
| +6    | 串             |
| +7    | 丳             |
| +8    | 临             |
| +9    | 丵             |